# Пертель, Аксель Гугович
Аксель Гугович Пертель — советский хозяйственный, государственный и политический деятель, Герой Социалистического Труда.

## Биография
Родился в 1928 году в посёлке Опарино. Член КПСС с 1965 года.
С 1948 года — на хозяйственной, общественной и политической работе. В 1948—1982 гг. — красноармеец, кадровый офицер Советской Армии, капитан, разнорабочий на добыче горючих сланцев, помощник машиниста, машинист погрузочных машин, бригадир комплексной бригады проходчиков шахты № 2 треста «Эстонсланец» Эстонского совнархоза, бригадир комплексной бригады проходчиков шахты «Эстония» Кохтла-Ярвеского управления добычи горючих сланцев.
Указом Президиума Верховного Совета СССР от 1 октября 1965 года присвоено звание Героя Социалистического Труда с вручением ордена Ленина и золотой медали «Серп и Молот».
Избирался депутатом Верховного Совета СССР 7-го и 8-го созывов. Делегат XXIV съезда КПСС.
Умер в Кохтла-Ярве в 1997 году.